# CROW'S BLOOD
《CROW'S BLOOD》是Hulu於2016年7月23日開始播出的日本網路迷你劇集，由秋元康撰寫原創故事概念，戴倫·連恩·布斯曼擔任執行製作人，渡邊麻友和宮脇咲良領銜主演。

## 演員

### 國際多莉女學園
- 磯崎薫 - 渡邊麻友

本作主角之一，國際多莉女學園3年級學生。
- 戶川真希 - 宮脇咲良

本作主角之一，神秘的轉校生。
本名「瀨戶真希」，明人的女兒。
有一天，她在明人眼前被一輛卡車撞死。但明人懇求蓋瑞向真希注射新型強化iPS細胞後復活。
- 宇津井麻衣 - 柏木由紀

國際多莉女學園3年級學生。
- 野尻葵 - 入山杏奈

國際多莉女學園3年級學生。
獨居，父母在中國工作。
最初被真希感染的人。
- 谷中光 - 木崎由里亞

國際多莉女學園3年級學生。
利用伍斯特醬偽裝成黑血假裝已被感染。
- 淀川圭子 - 加藤玲奈

國際多莉女學園3年級學生。
被真希抓住成為人質要脅薫，但當薫前去時發現圭子已被斬首身亡。
- 片山奈美 - 向井地美音

國際多莉女學園3年級學生。
- 古郡千沙 - 橫山由依

國際多莉女學園學生，校內著名的不良少女之一。
- 松村忍 - 松井珠理奈

國際多莉女學園學生，校內著名的不良少女之一。
- 同學 - 込山榛香

- 被感染學生 - 田野優花

- 小笠原孝治 - 長谷川朝晴（日语：長谷川朝晴）

國際多莉女學園的教師，薫的班主任。
他也是田徑社的顧問，但被學生稱為「色情教師」。
- 田村知鶴 - 舞子（日语：マイコ (女優)）

國際多莉女學園的代班老師。
- 吉川榮子 - 壇蜜

國際多莉女學園的護理老師。
- 校長 - 長江英和（日语：長江英和）

### 東日本大學附屬病院
- 瀨戶明人 - 別所哲也（日语：別所哲也）

東日本大學附屬病院的再生醫療學部教授。
實際上是真希的父親，並目睹了女兒的死。
在真希死後，明人把她帶到美國的明尼蘇達州，在蓋瑞的幫助下注射再生醫學細胞。
- 立花義男 - 郭智博（日语：郭智博）

東日本大學附屬病院研修醫。
- 蓋瑞·格羅斯曼 - 查爾斯·葛洛佛（日语：チャールズ・グラバー）

東日本大學附屬病院的再生醫療學部教授，明人的師兄。
- 助手 - 松尾諭

繼任立花的醫生。

### 其他人物
- 澤田武 - 三浦貴大

小型出版社「True出版」發行的神秘雜誌《謎與真實》的編輯。
知道國際多莉女學園發生的神秘事件後為了取材接近薫。
- 葬儀屋 - 中川雅也

- 青年 - 染谷將太

在一次事故中下半身癱瘓的青年。
- 宇津井佐和子 - 霧島麗香

麻衣的母親。
- 磯崎明美 - 黑澤明日香（日语：黒沢あすか）

薫的母親。
- 宅間重雄 - 勝矢

調查小笠原之死的刑警。

## 製作人員
- 企劃、原作：秋元康
- 製作總指揮：戴倫·連恩·布斯曼
- 執行製作人：長澤一史、毛利忍（日语：毛利忍）、池田健司（AX-ON）
- 監督：西村了（AX-ON）
- 製作人：岩崎廣樹、伊藤裕史（AX-ON）、肖恩·德莫特（EXCUTION STYLE ENTERTAINMENT）
- 腳本：元麻布FACTORY
- 腳本協力：克林特·希爾斯、大塩哲史
- 攝影監督：喬瑟夫·懷特
- 音樂：蓋瑞蘆屋（日语：ゲイリー芦屋）
  - 插曲：AKB48「BLACK FLOWER」（作詞：秋元康、作曲：服部真紀子）
- 協力製片人：西村力（ANTINOS）、柴田慶子（日本索尼音樂娛樂）
- 製片商：堀尾星矢（Image Field Inc.）
- 制作協力：Image Field Inc.
- 製作公司：AX-ON（日语：日テレアックスオン）
- 製作著作：HJ控股公司

## 播出日程
|                | 話數      | 播出日期 | 片長   |
| -------------- | --------- | -------- | ------ |
| Hulu           | Episode 1 | 7月23日  | 40分鐘 |
| Hulu           | Episode 2 | 7月30日  | 39分鐘 |
| Hulu           | Episode 3 | 8月6日   | 34分鐘 |
| Hulu           | Episode 4 | 8月13日  | 37分鐘 |
| Hulu           | Episode 5 | 8月20日  | 34分鐘 |
| Hulu           | Episode 6 | 8月27日  | 37分鐘 |
| 尚未設置字幕。 |           |          |        |

日美聯合製作劇《CROW'S BLOOD》AKB48挑戰好萊塢！SP 
| 放送地區   | 放送局     | 系列           | 放送日                                |
| ---------- | ---------- | -------------- | ------------------------------------- |
| 關東廣域區 | 日本電視台 | 日本電視網系列 | 2016年7月24日 1:30 - 2:30（23日深夜） |

## 鑑賞會
| 影音串流網站 | 話数      | 配信日  | 出演者                         | 脚注  |
| ------------ | --------- | ------- | ------------------------------ | ----- |
| LINE LIVE    | Episode 1 | 7月24日 | 橫山由依、入山杏奈、木崎由里亞 | [ 4 ] |
| SHOWROOM     | Episode 2 | 8月1日  | 加藤玲奈、向井地美音           | [ 5 ] |
| SHOWROOM     | Episode 3 | 8月8日  | 木崎由里亞、田野優花           | [ 6 ] |
| SHOWROOM     | Episode 4 | 8月15日 | 渡邊麻友、加藤玲奈             | [ 7 ] |
| SHOWROOM     | Episode 5 | 8月24日 | 向井地美音、込山榛香           | [ 8 ] |
| SHOWROOM     | Episode 6 | 8月29日 | 柏木由紀、宮脇咲良             | [ 9 ] |

## 外部連結
- 官方网站（日語）
- CROW'S BLOOD的X（前Twitter）（日語）
- 互联网电影数据库（IMDb）上《CROW'S BLOOD》的资料（英文）
- 豆瓣电影上《CROW'S BLOOD》的資料 （简体中文）